# Jiang Gan
Jiang Gan était un lettré chinois sous la gouverne du seigneur de guerre Cao Cao lors de la fin de la dynastie Han en Chine antique. Bien qu'il ait été historiquement connu comme un débatteur de renom, c'est surtout son personnage romanesque qui marqua la tradition populaire. Le personnage de Jiang Gan est encore souvent incarné dans certains des plus grands opéras de Pékin.

## Biographie
Connu comme le meilleur débatteur entre le Yangzi et la rivière Huai, il fut envoyé en mission secrète par Cao Cao afin de gagner les services du stratège Zhou Yu, peu après la bataille de la Falaise Rouge en l’an 209. Une fois sur les lieux, Zhou Yu devina rapidement le but de sa visite et s'empressa de témoigner sa grande loyauté envers son seigneur Sun Quan. Devant une telle manifestation de loyauté, Jiang Gan ne mentionna plus un mot à ce sujet et lorsqu’il revint auprès de Cao Cao, il louangea la conduite et les talents de Zhou Yu en le qualifiant d' « homme auquel les mots ne pourront jamais l'égarer ».

## Son personnage dans le roman
Au chapitre 45 du roman Histoire des Trois Royaumes écrit par Luo Guanzhong, un épisode précédent la bataille de la Falaise Rouge plonge Jiang Gan au cœur d'une intrigue importante. Cet épisode, bien que fictif et qui décrit comment Jiang Gan est utilisé à son insu par le brillant stratège Zhou Yu, est en grande partie responsable de l'image que l'homme projette depuis plusieurs siècles.
Jiang Gan fait donc irruption dans le récit alors que Cao Cao, à la suite de sa défaite aux Trois Rivières, cherche un moyen de vaincre les forces de son rival Sun Quan, situé au sud du Yangzi. Devant les interrogations de son maître, Jiang Gan, alors membre de son conseil, s'avance et dit :
« Zhou Yu et moi avons été proches depuis notre enfance alors que nous étudions ensemble. Laissez-moi user de mes pouvoirs de persuasion sur lui et voir si je peux le faire se soumettre »
Cao Cao acquiesce donc à cette proposition et Jiang Gan est envoyé au camp ennemi situé sur les rives du lac Poyang, afin de rendre visite à Zhou Yu. Lorsqu'on lui annonce l'arrivée de Jiang Gan, Zhou Yu s'exclame :
« Le persuasif est arrivé. »
Aussitôt, Zhou Yu s'empresse de dicter certaines instructions à ses commandants et va à la rencontre de son invité. À la suite des salutations formelles, Zhou Yu lance à Jiang Gan qu'il s'est donné beaucoup de troubles pour venir lui rendre visite à titre d'émissaire pour Cao Cao. Feigant l'offense, Jiang Gan lui répond que le but de sa visite est purement amical. Zhou Yu organise alors un grand banquet en l'honneur de Jiang Gan où l'alcool coule à flots.
Durant la soirée, Zhou Yu montre à Jiang Gan à quel point son armée est bien organisée et lui fait aussi part, au grand désappointement de son interlocuteur, de sa grande loyauté vis-à-vis son seigneur Sun Quan. Pointant ensuite ses commandants, Zhou Yu qualifie ceux-ci de « Congrégation des héros ». À la fin de la soirée, Zhou Yu invite Jiang Gan à loger dans sa chambre et feint l'ivresse. Il s'écroule alors dans son lit, tout vêtu, émettant grognements et gémissements dans son sommeil, s'assurant du même coup que son invité ne puisse fermer l'œil.
Profitant du sommeil de Zhou Yu, Jiang Gan fouille dans les documents personnels de son hôte et remarque une lettre provenant de Cai Mao et Zhang Yun, deux commandants des forces navales de Cao Cao. Le contenu de cette lettre révèle des intentions rebelles de la part des deux hommes. Aussi, quelques heures après, un commandant vient voir Zhou Yu, alors que Jiang Gan fait semblant de dormir et fait allusion au complot en parlant à voix basse. Lorsque Zhou Yu se rendort, Jiang Gan quitte le campement et part rejoindre Cao Cao en prenant bien soin d'amener avec lui la lettre incriminante.
De retour de l'autre côté du fleuve, Cao Cao s'irrite devant l'échec de la mission confiée à Jiang Gan. Toutefois, Jiang Gan lui montre la lettre en relatant point par point tout ce dont il a été témoin durant la nuit précédente. Cao Cao fait par conséquent exécuter ses deux commandants navals et une fois seulement après la mise à mort, réalise qu'il a été dupé. Un poème résumant cette intrigue se lit alors comme suit :
Cao Cao, un maître de l'intrigue,
Se laisse prendre par la ruse astucieuse de Zhou Yu.
Cai et Zhang trahirent leur seigneur
Et tombèrent sous l'épée sanglante de Cao Cao.
Par cette ruse de Zhou Yu, Jiang Gan contribue malgré lui à l'affaiblissement de Cao Cao, qui perd deux de ses commandants les plus compétents en matière de bataille navale. Introduisant également Pang Tong à Cao Cao au chapitre 47, ce dernier souffrira d'une terrible défaite lors de la bataille de la Falaise Rouge.